# Cantón de Targon
El cantón de Targon era una división administrativa francesa, que estaba situada en el departamento de Gironda y la región de Aquitania.

## Composición
El cantón estaba formado por diecinueve comunas:
- Arbis
- Baigneaux
- Bellebat
- Bellefond
- Cantois
- Cessac
- Courpiac
- Escoussans
- Faleyras
- Frontenac
- Ladaux
- Lugasson
- Martres
- Montignac
- Romagne
- Saint-Genis-du-Bois
- Saint-Pierre-de-Bat
- Soulignac
- Targon

## Supresión del cantón de Targon
En aplicación del Decreto n.º 2014-192 de 20 de febrero de 2014, el cantón de Targon fue suprimido el 22 de marzo de 2015 y sus 19 comunas pasaron a formar parte del nuevo cantón de Entre dos Mares.